# Campionato europeo maschile di pallavolo 1985
Il XIV campionato europeo maschile di pallavolo si svolse a Amsterdam, Groningen, 's-Hertogenbosch, Voorburg e Zwolle, nei Paesi Bassi, dal 29 settembre al 6 ottobre 1985. Al torneo parteciparono 12 squadre nazionali europee e la vittoria finale andò per la decima volta all'Unione Sovietica.

## Squadre partecipanti
| - Bulgaria - Cecoslovacchia - Francia - Grecia - Italia - Jugoslavia | - Paesi Bassi - Polonia - Romania - Spagna - Svezia - Unione Sovietica |

## Gironi
| Gruppo A                              | Gruppo B                              | Gruppo C                                |
| ------------------------------------- | ------------------------------------- | --------------------------------------- |
| Grecia Italia Svezia Unione Sovietica | Cecoslovacchia Polonia Romania Spagna | Bulgaria Francia Jugoslavia Paesi Bassi |

## Podio

### Terzo posto
Formazione: 1 Blain, 2 Hornain, 3 Mazzon, 5 Bouvier, 6 Devos, 7 Jurkovitz, 8 Faure, 9 Tillie, 11 Faitg, 12 Fabiani, 13 Bezault, 14 Martzluff, CT: Jean-Marc Buchel

## Classifica finale
| Classifica | Squadre          | Qualificazione                                                 |
| ---------- | ---------------- | -------------------------------------------------------------- |
| Oro        | Unione Sovietica | Coppa del Mondo 1985 - Campionato europeo 1987                 |
| Argento    | Cecoslovacchia   | Coppa del Mondo 1985 - Mondiali 1986 - Campionato europeo 1987 |
| Bronzo     | Francia          | Campionato europeo 1987                                        |
| 4          | Polonia          |                                                                |
| 5          | Bulgaria         |                                                                |
| 6          | Italia           |                                                                |
| 7          | Grecia           |                                                                |
| 8          | Romania          |                                                                |
| 9          | Svezia           |                                                                |
| 10         | Paesi Bassi      |                                                                |
| 11         | Jugoslavia       |                                                                |
| 12         | Spagna           |                                                                |